# Aire urbaine d'Ussel
L'aire urbaine d'Ussel est une aire urbaine française centrée sur la ville d'Ussel. Composée de 15 communes, elle compte 13 468 habitants en 2014.

## Caractéristiques
D'après la définition qu'en donne l'INSEE, l'aire urbaine d'Ussel est composée de 15 communes, situées dans la Corrèze. Ses 13 468 habitants font d'elle la 316e aire urbaine de France.
Une seule commune de l'aire urbaine est un pôle urbain.
Le tableau suivant détaille la répartition de l'aire urbaine sur le département (les pourcentages s'entendent en proportion du département) :
| Département | Communes | Communes (%) | Superficie (km²) | Superficie (%) | Population (2016) | Population (%) |
| ----------- | -------- | ------------ | ---------------- | -------------- | ----------------- | -------------- |
| Corrèze     | 15       |              | 339,9            |                | 13 532            |                |

## Communes
Voici la liste des communes françaises de l'aire urbaine d'Ussel.
| Nom                      | Code Insee | Statut | Superficie (km2) | Population (dernière pop. légale) | Densité (hab./km2) |
| ------------------------ | ---------- | ------ | ---------------- | --------------------------------- | ------------------ |
| Ussel (siège)            | 19275      |        | 50,37            | 9 174 (2022)                      | 182                |
| Chaveroche               | 19053      |        | 18,26            | 272 (2022)                        | 15                 |
| Chirac-Bellevue          | 19055      |        | 20,65            | 277 (2022)                        | 13                 |
| Courteix                 | 19065      |        | 10,09            | 64 (2022)                         | 6,3                |
| Lignareix                | 19114      |        | 9,38             | 162 (2022)                        | 17                 |
| Mestes                   | 19135      |        | 11,45            | 340 (2022)                        | 30                 |
| Saint-Angel              | 19180      |        | 47,54            | 705 (2022)                        | 15                 |
| Saint-Étienne-aux-Clos   | 19199      |        | 34,78            | 245 (2022)                        | 7                  |
| Saint-Étienne-la-Geneste | 19200      |        | 5,01             | 87 (2022)                         | 17                 |
| Saint-Exupéry-les-Roches | 19201      |        | 37               | 592 (2022)                        | 16                 |
| Saint-Fréjoux            | 19204      |        | 24,93            | 263 (2022)                        | 11                 |
| Saint-Pardoux-le-Neuf    | 19232      |        | 10,54            | 81 (2022)                         | 7,7                |
| Saint-Pardoux-le-Vieux   | 19233      |        | 15,8             | 293 (2022)                        | 19                 |
| Saint-Rémy               | 19238      |        | 30,96            | 236 (2022)                        | 7,6                |
| Valiergues               | 19277      |        | 13,13            | 151 (2022)                        | 12                 |

## Démographie
| 1968   | 1975   | 1982   | 1990   | 1999   | 2009   | 2014   |
| ------ | ------ | ------ | ------ | ------ | ------ | ------ |
| 11 883 | 13 602 | 14 686 | 14 521 | 13 876 | 13 811 | 13 468 |

| 2015   | 2016   | - | - | - | - | - |
| ------ | ------ | - | - | - | - | - |
| 13 503 | 13 532 | - | - | - | - | - |